# M35 (vrachtwagen)
De M35 is een vrachtwagenfamilie die in 1949 werd ontwikkeld door REO Motor Car Company voor de United States Army. De vrachtwagen valt in de 2,5 ton gewichtsklasse. De M35 vormde het uitgangspunt voor een hele reeks gespecialiseerde legervoertuigen. Het was vele decennia lang de basis van de transportcapaciteit van het Amerikaanse- en sommige andere legers.

## Geschiedenis
Na het einde van de Tweede Wereldoorlog begon de zoektocht naar de opvolger van de bekende GMC CCKW 2,5 tons vrachtwagen. De vrachtwagenfabrikant Reo Motor Car Company en de Truck and Bus Division of General Motors, deze laatste was de grootste Amerikaanse producent van de bekende 2,5 tons vrachtwagen in de jaren 1940-1945, ontwikkelden een nieuwe 2,5 tons vrachtwagen, de M34. Deze vrachtwagen had aandrijving op alle zes de wielen (6x6) en de achterwielen stonden op enkele banden. Op basis van het ontwerp kreeg Reo een order voor 5.000 exemplaren en de eerste vrachtwagens werden in 1950 geleverd.
Door het uitbreken van Koreaanse oorlog nam de behoefte aan vrachtwagens sterk toe. Autofabrikant Studebaker werd ook bij de productie betrokken; de M34 kreeg toen ook dubbele achterbanden en een nieuwe typeaanduiding; M35. Van dit type zijn uiteindelijk zo’n 150.000 exemplaren gebouwd bij diverse fabrikanten. De laatste exemplaren kwamen in 1988 gereed. Studebaker werd in 1964 overgenomen door Kaiser Jeep Corporation, deze laatste werd zelf weer in 1970 overgenomen door American Motors Corporation. Deze overnames verklaren de veelheid van producenten van dit voertuig. Buiten de Verenigde Staten is het voertuig gefabriceerd door Kia Motors in Zuid-Korea en Bombardier in Canada.

## Beschrijving
De vrachtwagen had een traditionele vorm, een torpedofrontcabine met de motor voorin, een bestuurderscabine die plaats bood aan twee personen en een laadbak. Diverse motoren zijn gebruikt, bij iedere nieuwe motor kreeg het voertuig een nieuwe typeaanduiding, van A1, A2, A2C en A3. De overige verschillen waren klein en uiterlijk bleven de voertuigen nagenoeg onveranderd.
De oorspronkelijk motor was een Reo Gold Comet AO 331, of Continental COA-331, een zescilinder benzinemotor met een vermogen van 127 pk en een cilinderinhoud van 5.242cc. De versnellingsbak telde vier versnelling voor- en een achteruit. De A1 kreeg een Continental LDS-427-2 mengselmotor, deze kon diverse brandstoffen gebruiken zoals benzine, dieselolie maar ook vliegtuigbrandstof. De versnellingsbak kreeg er een vijfde versnelling bij. De A2 had een vergelijkbare motor maar ook een uitvoering met een turbo. Deze laatste leverde een vermogen van 210 pk.
Alle wielen van het voertuig konden aangedreven worden; de achterwielen werden altijd aangedreven en de voorwielen konden handmatig worden bijgeschakeld. Alle voertuigen waren voorzien van een extra reductiebak waardoor de versnellingen in hoge- en lage gearing gebruikt konden worden.
De standaardvrachtwagen (M35A2) had een lengte van 6,7 meter, zonder lier, en een wielbasis van 3,9 meter. De brandstoftanks hadden een inhoud van 189 liter en gaven het voertuig een bereik van 480 kilometer. Het toegestane laadvermogen was zo’n 2,3 ton in het terrein en het dubbele op de weg. Dit waren conservatieve inschattingen, er zijn situaties bekend waarbij er tweemaal zo veel vervoerd werd. Het laadvlak was 3,7 meter lang en 2,2 meter breed. Een aanhangwagen met een totaal gewicht van 2,7 ton in het terrein of 4,5 ton op de weg kon aangekoppeld worden.
In de periode 1994-1999 heeft het Amerikaanse leger de vrachtwagens gemoderniseerd. Ze zijn bijna volledig gedemonteerd en onderdelen werden vervangen. De belangrijkste wijziging was de relatief zuinige Caterpillar dieselmotor met een cilinderinhoud van 6,6 liter. Het vermogen kwam op 210 pk en de handgeschakelde versnellingsbak werd vervangen door een automaat met vier versnellingen. Deze motoren kregen de A3 typeaanduiding. Er zijn na 1994 geen nieuwe exemplaren van de M35 meer geproduceerd.

## Versies
Door het grote aantal voertuigen, en de lange termijn waarop de vrachtwagens in productie zijn geweest, is er een grote variatie aan versies ontstaan die van het basismodel zijn afgeleid. Elke versie heeft een eigen M-nummer, al bleef het laadvermogen 2,5 ton en de aandrijving 6x6. Hieronder enkele voorbeelden:

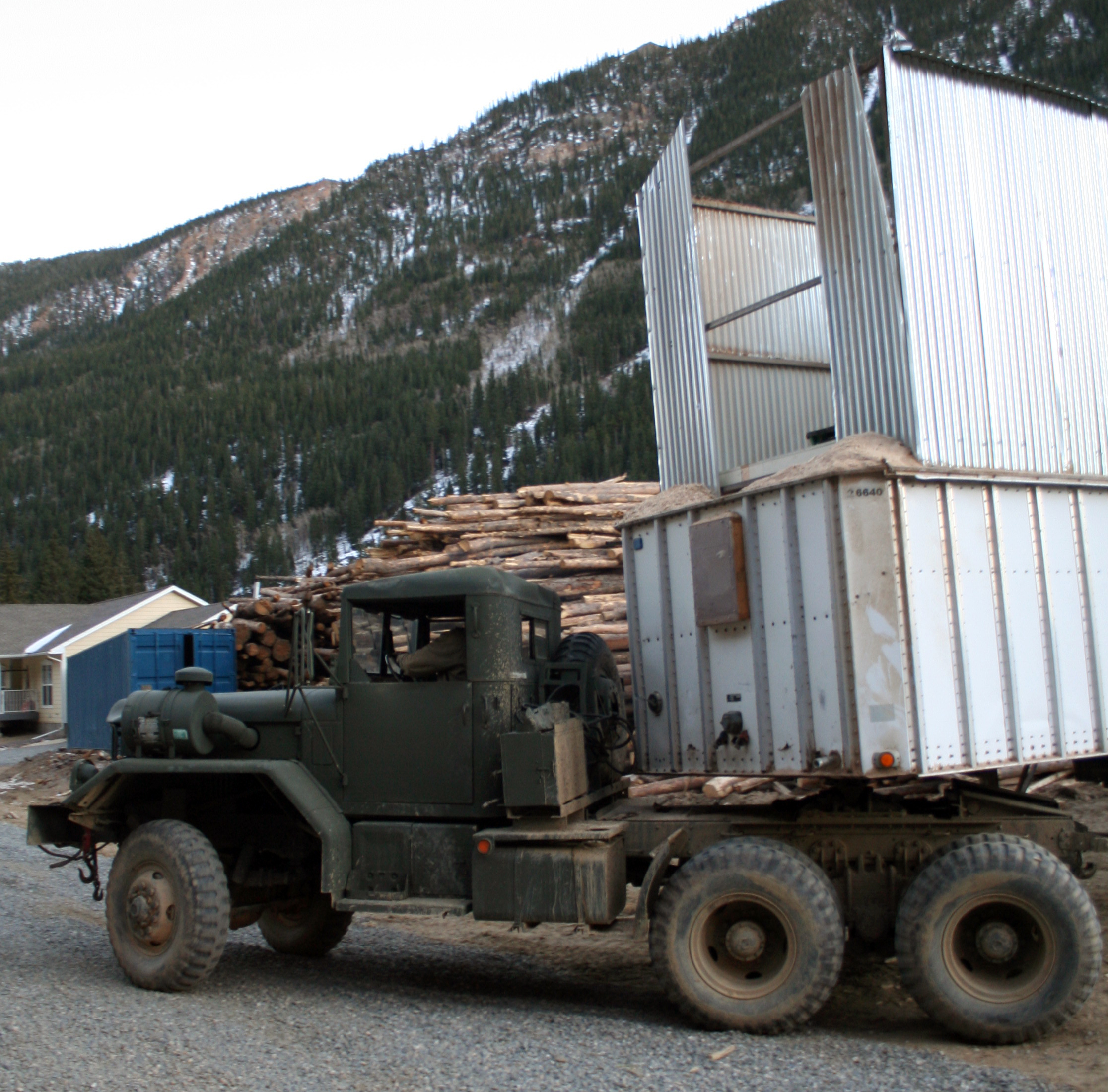
M48 trekker

- M34, vrachtwagen 2,5 ton, 6x6 maar enkellucht achterwielen
- M35, idem, dubbellucht achterwielen, met of zonder lier
- M36, idem, verlengde versie van de M35, met of zonder lier
- M44, chassis, met of zonder lier
- M47, kiepwagen
- M48, trekker
- M49, tankwagen met capaciteit van maximaal 4.500 liter brandstof, inclusief pomp om ruim 300 liter per minuut te verpompen
- M50, watertankwagen van maximaal 3.785 liter, met dezelfde pomp als de brandstoftankwagen
- M60, kraanwagen
- M108, kraanwagen
- M109, mobiele werkplaats
- M275, trekker met aanhanggewicht van 16 ton op de weg en 7 ton in terrein

Buiten de Verenigde Staten is het voertuig in gebruik in onder andere Bolivia, de Filipijnen, Marokko en Zuid-Korea.